# Соколовић колонија
Соколовић колонија, или Соколовићи, је градска четврт Илиџе у Кантону Сарајево у Босни и Херцеговини.

## Демографија
Према попису становништва из 1991. године мјесто је имало 9.328 становника.
- Муслимани — 6.045 (65%)
- Срби — 2.111 (23%)
- Југословени — 602 (6%)
- Хрвати — 370 (4%)
- остали — 200 (2%)